# Treehouse of Horror XIX
«Treehouse of Horror XIX» (с англ. — «Домик ужасов XIX») — четвёртый эпизод двадцатого сезона мультсериала «Симпсоны». Премьера эпизода состоялась 2 ноября 2008 в США на канале «Fox». Как и всякий хэллоуинский спецвыпуск, не является «каноническим» и состоит из трёх частей.

## Сюжет

### Пролог
Гомер пытается проголосовать за сенатора-демократа Барака Обаму во время американских президентских выборов. Однако автомат для подсчета голосов засчитывает все голоса только за сенатора-республиканца Джона Маккейна. Гомер шесть раз пытается проголосовать за Обаму. Как только он понимает, что всё подстроено, автомат убивает его, всосав его и выбросив. Джаспер Бердли наклеивает на лоб мёртвого Гомера наклейку «Я проголосовал».

### Untitled Robot Parody (сангл.—«Безымянная пародия на роботов»)
Барт покупает Лизе кабриолет Малибу Стейси, как подарок на Рождество. Но автомобиль оказывается Трансформером. Робот трансформирует всю технику Спрингфилда в роботов, чтобы они могли воевать друг с другом. Чуть только две армии готовятся сражаться, Мардж их останавливает и спрашивает, почему они воюют друг с другом. Как выясняется, роботы сами этого не знают. Благодаря Мардж армии мирятся и решают объединиться, чтобы поработить человеческий род. Спрингфилдцев они используют для игры в настольный футбол.

### How to Get Ahead in Dead-vertising (сангл.—«Как умереть в рекламе»)
Гомер берёт Мэгги в детский сад и показывает ей фреску Клоуна Красти. Красти тотчас прибывает и портит фреску песком, поскольку это, по его словам, нарушает авторские права. Мэгги плачет, Гомер зол и пинает Красти в дробилку, где он и измельчается. Это заметили бизнесмены и предложили Гомеру выгодное дело — убивать знаменитостей, так как если они мертвы, они не будут платить за рекламу. Он убивает Джорджа Клуни, Принса, Нила Армстронга и остальных. В раю звёзды возмущены этим, и Красти убеждает их спуститься на Землю, чтобы поубивать всех людей, которые собрались на вечеринку Гомера и довольны этим. Красти убивает Гомера дробовиком. Гомер попадает на Небеса и успевает сделать так, чтобы звёзды не вернулись в рай. С ним остаётся только Авраам Линкольн, который, судя по всему, оказывается геем.

### It’s the Grand Pumpkin, Milhouse (сангл.—«Это великая Тыква, Милхаус»)
Милхаус хочет впечатлить Лизу, вырастив большую тыкву на Хэллоуин. Лиза ждёт вместе с ним, но тыква так и не растёт. Лиза уходит, из-за чего Милхаус плачет. Слёзы и его вера в тыкву помогают вырасти большому овощу. Тыква замечает, что люди издеваются над её «собратьями», и решает отомстить. Тыква съедает Гомера, Нельсона, Садовника Вилли и хочет избавиться и от остальных детей. Милхаус понимает, что можеть оживлять вещи, веря в них, и оживляет Тома Индейку, символа Дня Благодарения. Том оживает, съедает тыкву и освобождает всех съеденных. Однако Барт пробалтывается о том, что люди едят индеек на Дни Благодарения, и на этот раз Том хочет мстить. Пока Том гонит детей по школе, Мардж желает зрителям хороших праздников.

## Культурные отсылки и интересные факты
- Первая часть эпизода пародирует фильм «Трансформеры»[1].
- Заставка ко второму эпизоду пародирует заставку сериала «Безумцы»[2].
- Гомер убивает знаменитостей под песню группы «Talking Heads» «Psycho Killer».
- Третий эпизод пародирует мультфильм «Это великая тыква, Чарли Браун»[3].
- Кэнг и Кодос появляются только на хэллоуинской школьной вечеринке в части «Это великая Тыква, Милхаус!»[4].
- Музыкальное оформление заставки Gracie Films заменена на музыку в стиле Peanuts без истошного женского крика.

## Отношение критиков и публики
Эпизод посмотрели люди в 12.48 миллионах домов, и он получил 4.9 баллов по рейтингу Нильсена. Он получил смешанные оценки от критиков. Например, Роберт Кэннинг из «IGN» дали эпизоду оценку 7.9 из 10, назвав его «смешным, развлекательным и даже ностальгическим, что делает эту ежегодную традицию ещё лучше».